# دیو مولیگان
دیوید مولیگان (انگلیسی: Dave Mulligan؛ زادهٔ ۲۴ مارس ۱۹۸۲) بازیکن فوتبال اهل نیوزیلند است.
از باشگاه‌هایی که در آن بازی کرده‌است می‌توان به باشگاه فوتبال ولینگتون فونیکس، باشگاه فوتبال گریمزبی تاون، باشگاه فوتبال پورت ویل، باشگاه فوتبال بارنزلی، باشگاه فوتبال اسکانتورپ یونایتد، باشگاه فوتبال دونکستر راورز و باشگاه فوتبال ویتاکر یونایتد اشاره کرد.
وی همچنین در تیم ملی فوتبال نیوزیلند بازی کرده‌است.